# فردودگاه تکبانده پاهوت مسا
 فردودگاه تکبانده پاهوت مسا (به انگلیسی: Pahute Mesa Airstrip) یک فرودگاه خصوصی است که یک باند فرود آسفالت دارد و طول باند آن ۱۷۶۸ متر است. این فرودگاه در کشور ایالات متحده آمریکا قرار دارد و در ارتفاع ۱۵۴۵ متری از سطح دریا واقع شده است.